# لولو (بازیکن فوتبال، زاده ۱۹۸۴)
لولو (انگلیسی: Lolo؛ زادهٔ ۲۲ اوت ۱۹۸۴) بازیکن فوتبال اهل اسپانیا است.
از باشگاه‌هایی که در آن بازی کرده‌است می‌توان به باشگاه فوتبال رئال ساراگوسا، باشگاه فوتبال الچه، باشگاه فوتبال اوساسونا، باشگاه فوتبال مالاگا، و باشگاه فوتبال سویا اشاره کرد.